# 曲周県
曲周県（きょくしゅう-けん）は中華人民共和国河北省邯鄲市に位置する県。

## 歴史
紀元前137年、前漢により設置された。西晋により廃止されたが、502年（景明3年）に北魏により曲安県として設置、北斉により廃止、586年（開皇6年）に隋朝により曲周県として再び設置された。606年（大業2年）に廃止され、621年（武徳4年）に唐朝により再び設置され、1070年（熙寧3年）に北宋により廃止されたが、1089年（元祐4年）に再び設置された。
1946年（民国35年）10月に日中戦争で戦死した郭企之を記念して企之県と改称されたが1949年に再び曲周県と改称された。1961年に曲周県から肥郷県が分割、1962年に鶏沢県・邱県が分割され現在に至る。

## 行政区画
- 鎮:曲周鎮、安寨鎮、侯村鎮、河南疃鎮、第四疃鎮、白寨鎮、槐橋鎮、南里岳鎮
- 郷:大河道郷、依荘郷